# Paseo Alto (Cáceres)
El paseo Alto (también llamado paseo de Ibarrola, del Rollo, de los Mártires, del Perejil o de las Delicias) es un parque público situado en la ciudad española de Cáceres. En la organización territorial de la ciudad, forma parte del distrito Centro-Casco Antiguo, dentro del cual forma un área equiparada a un barrio.
Situado en un cerro en el extremo noroccidental del casco antiguo de la localidad, en este lugar se ubicaba el rollo jurisdiccional de la antigua villa de Cáceres. El parque fue creado a partir de mediados del siglo XIX para reconstruir en su interior la ermita de los Mártires, un antiguo santuario medieval que había sido demolido y que se ubicaba junto a la vecina plaza de toros. Actualmente es el jardín público más antiguo de la ciudad.

## Localización
El parque se ubica en el noroeste del distrito Centro-Casco Antiguo, en un montículo ubicado entre los barrios de La Zambomba, Infanta Isabel y Montesol, estos dos últimos pertenecientes al vecino distrito Norte. Se accede al parque a través de la avenida Ramón y Cajal, una calle ubicada entre la plaza de toros de la ciudad y el cuartel Infanta Isabel. El tamaño del parque en sus límites tradicionales es de 3,55 hectáreas.
Desde el punto de vista de la geografía física, el montículo sobre el que se ubica, conocido como "cerro del Rollo", forma parte de una pequeña sierra conocida como los Alcores de Cáceres, sobre la cual está construida la ciudad. Dentro de los Alcores, el cerro del Paseo Alto se ubica en una cadena de colinas paralela a la del casco antiguo de la ciudad, siendo la prolongación del "cerro del Teso" sobre el que se ubica el vecino barrio de Infanta Isabel. Entre estos cerros y el casco antiguo se ubica el valle por el que discurría el arroyo de San Blas, afluente por la margen izquierda del arroyo del Marco que fluía antiguamente por lo que ahora son la calle Ceclavín y el barrio de San Blas. Por su parte, al oeste del cerro se ubica La Sierrilla, formando con ella otro valle por el que fluye el arroyo de Aguas Vivas, afluente del río Guadiloba que desemboca en los Llanos de Cáceres. La presencia de estos llanos en el norte del paseo hace que el paseo sirva de mirador desde el que puede verse una panorámica de la mayor parte del distrito Norte de la ciudad.

## Historia
Hasta principios del siglo XIX, el lugar que ocupa actualmente el parque era conocido como "cerro del Rollo" y era un montículo separado de la entonces villa de Cáceres que se consideraba de forma legendaria como una de las siete colinas en torno a las cuales los romanos fundaron la ciudad. El último edificio de la villa en esta zona era la ermita de los Mártires, que se ubicaba junto a una charca en el lugar que actualmente ocupa la plaza de toros de la ciudad. De aquella época hay poca información, pero se sabe que albergaba el rollo jurisdiccional de la villa, que en algunas épocas fue sede de ejecuciones de muerte y que en una de sus laderas había un pozo de nieve.
La transformación de la zona comenzó en la década de 1840, cuando se demolió la ermita medieval de los Mártires para construir en su lugar la plaza de toros. Contrariamente a la creencia generalizada en la ciudad, el recinto taurino no se construyó exactamente sobre la ermita sino al lado suyo: fue en julio de 1852 cuando se demolió la ermita para hacer pasar sobre ella la carretera nacional de Trujillo a Valencia de Alcántara. Este hecho se produjo mediante una expropiación que causó protestas de los cofrades, quienes para oponerse alegaron que la ermita se hallaba en perfecto estado y contaba con una fuerte afluencia de devotos.
De forma paralela, en 1850 el Ayuntamiento de Cáceres decidió edificar en el cerro del Rollo un polvorín a petición del gobernador civil, para que los explosivos de la villa estuviesen alejados de una población con una arquitectura sensible a los incendios y sin servicio de bomberos. Pese a que el edificio costó casi siete mil reales, prácticamente no llegó a estar en uso por el peligro de robo que suponía su lejanía al casco urbano; debido a ello, se menciona en 1855 como un edificio abandonado. El polvorín fue durante la mayor parte del tiempo un proyecto municipal fallido, siendo su uso más destacado el de estación sanitaria en la pandemia de gripe de 1918.
Para solucionar el problema que había supuesto eliminar la histórica ermita y haber gastado dinero público en construir un edificio casi imposible de utilizar, en 1852 el Ayuntamiento de Cáceres decidió construir aquí un parque público y reconstruir la ermita en su interior. Esta decisión era una gran novedad en Cáceres, pues los jardines no se ubicaban hasta entonces en sitios públicos sino en el interior de los palacios del casco antiguo; hasta entonces solo había una alameda en la ciudad, una plantación de álamos negros del siglo XVIII que unía la villa con el monasterio de San Francisco el Real. El paseo comenzó a construirse en la década de 1850 y la ermita se reconstruyó en la década siguiente.
En los años 1920 comenzó la integración del parque en el casco urbano de la ciudad, al construirse junto al paseo el cuartel Infanta Isabel, que fue el principal cuartel militar de la ciudad hasta la creación del CIR Santa Ana en 1964. Debido a su ubicación junto al cuartel, en la Guerra Civil el parque fue militarizado por los franquistas para llevar a cabo casi doscientos fusilamientos en la Navidad de 1937-1938, incluyéndose en esos fusilamientos la conocida masacre de Navas del Madroño.
La fuerte burbuja inmobiliaria que sufrió la ciudad entre 1988 y 2008 completó la integración del paseo en el casco urbano de la ciudad, principalmente mediante la conversión del cuartel Infanta Isabel en una nueva urbanización de viviendas, a la que se sumó la construcción de los vecinos barrios de La Zambomba y Montesol y el cierre de todo este espacio con una nueva autovía urbana conocida como Ronda Norte. En estos proyectos urbanísticos se incluyó una ampliación de facto del paseo con un amplio espacio de nuevos jardines a su alrededor, que pese a formar un continuo con el paseo no forman parte de sus límites oficiales y se consideran zonas verdes de los barrios colindantes, como el "Olivar de Montesol" y el "Mirador Infanta Isabel".
En 2006-2007 se llevó a cabo la última reforma integral del paseo Alto. En ella se invirtió más de medio millón de euros, procedentes principalmente de subvenciones de la Unión Europea, y se dio al parque su estado actual, afectando la reforma a diversos elementos como el pavimento, la fuente, los viales, la zona de juegos y el alumbrado. Al mismo tiempo, la Junta de Extremadura reformó íntegramente la guardería del paseo.

## Características
El paseo posee forma alargada según el cerro natural en el que se ubica, en dirección noroeste-sureste, teniendo su acceso principal por la plaza de toros en su extremo suroriental. Aunque la mayor parte del parque es un simple camino construido aprovechando el cerro, en la mitad suroriental del paseo se ubica desde sus orígenes un gran rectángulo presidido por la ermita de los Mártires, conocido históricamente como "salón" y actualmente como "bandeja", cuya barandilla data de 1866. El paseo cuenta con luz eléctrica desde 1918.
La vegetación estaba compuesta en sus orígenes principalmente por cipreses, acacias, almendreros, pinos y sóforas. Esta vegetación ha variado ligeramente desde sus orígenes: por ejemplo, en 2009 se retiraron los eucaliptos del paseo de acceso para evitar daños en la avenida. Alberga además un vivero con las palmeras más antiguas de la ciudad.
En el parque se conserva todavía el edificio del polvorín que dio origen al paseo, aunque se halla muy deteriorado. Otros elementos destacados son bancos de granito que datan de los orígenes del parque, una fuente tradicional de estilo neomudéjar, un antiguo depósito de agua y una zona de juegos infantiles.

## Actividad cultural
El principal evento del paseo es la romería de los Mártires, que se celebra tradicionalmente en enero en torno a la ermita homónima. La romería, donde tienen lugar actuaciones folclóricas y se venden productos gastronómicos típicos como roscas de anís, era una fiesta tradicional de origen inmemorial que se dejó de celebrar en 1934; la celebración actual fue recuperada en 1980 por iniciativa de una hermandad dirigida por la maestra cacereña Juanita Franco; tras el fallecimiento de la promotora en 2015, se ha encargado de mantener anualmente la fiesta la Hermandad de la Salud.
Posteriormente, el paseo vuelve a ser un lugar con afluencia de visitantes en mayo, cuando en la vecina plaza de toros se celebra la Feria de San Fernando. Con motivo de los festejos taurinos, ocasionalmente el paseo acoge sus propios eventos, como un mercado goyesco que se celebró en 2013 con motivo de una corrida goyesca que tuvo lugar a finales de abril. Además, desde la década de 2010, la Hermandad de la Salud ha comenzado a celebrar la Cruz de Mayo en la ermita.
Después de esto, en verano el parque es conocido por los eventos musicales que se celebran en torno a su chiringuito, frecuentado por las noches principalmente por cacereños que no se van de vacaciones. El verano finaliza en el paseo en septiembre con la fiesta de San Francisco de Asís, una festividad de barrio organizada por la Hermandad de la Salud.
El resto del año, el parque es una zona de paseo conocida en la ciudad por sus vistas, ya que desde el norte del paseo puede observarse una panorámica casi completa del distrito Norte de la ciudad. En noviembre es costumbre, como en otros parques de la ciudad, celebrar aquí los calbotes; aunque normalmente esta fiesta se celebra de forma particular, en 2018 se hizo conocida al organizarla excepcionalmente la asociación de vecinos de Montesol.

## Situación como barrio
Tras la reforma territorial de 2008, el paseo ha pasado a ser considerado un barrio de la ciudad, dentro del distrito Centro-Casco Antiguo. Esto no significa que el parque sea un barrio como tal: se le ha declarado así a efectos geográficos y estadísticos para indicar que no forma parte de ninguno de los barrios del distrito. El barrio, que aparte del parque solamente incluye la vecina plaza de toros, limita al norte con Montesol, al este con Infanta Isabel, al oeste con La Zambomba y al sur con Aguas Vivas, Margallo y San Justo.
Históricamente ubicado a las afueras de la ciudad, en la Ordenanza de 1891 quedó dentro del "cuartel de Barrionuevo" del "distrito de Santo Domingo", que se correspondía aproximadamente con lo que actualmente se conoce como Margallo. Posteriormente dejó de considerarse parte del barrio de Margallo y pasó a considerarse parte del barrio del "ensanche Norte", en el cual se encontraba hasta la división del barrio en la reforma de 2008.
En el padrón municipal de 2020, el paseo Alto figura con una población de 42 habitantes, debido a la presencia de algunas casas aisladas a las afueras del paseo. En el mapa de asociaciones de vecinos de la ciudad, el parque pertenece a la asociación de vecinos "Aguas Vivas-Plaza de Toros", que incluye los barrios de Aguas Vivas, La Zambomba e Infanta Isabel.